# Dasyhelea neobifurcata
Dasyhelea neobifurcata är en tvåvingeart som beskrevs av Wirth 1976. Dasyhelea neobifurcata ingår i släktet Dasyhelea och familjen svidknott.
Artens utbredningsområde är Kalifornien. Inga underarter finns listade i Catalogue of Life.